# Rede de Petri temporizada
Redes de Petri temporizadas são implementações de tempo às transições, ou às posições nas redes de Petri clássicas. Motivado Ramchandani desenvolveu redes de Petri temporizadas. Mais especificamente, necessitamos, de uma maneira ou outra, modelar a quantidade de tempo onde possa simular que um evento ocorra.
A inclusão do tempo em um modelo de redes de Petri pode ser feito unindo o tempo às transições, tendo por resultado uma rede de Petri com transições temporizadas (RPTT), ou aos lugares, tendo por resultado uma rede de Petri com posições temporizadas (RPPT). Ambas as aproximações são equivalentes.